# トマス・キール
トマス・ヘンリー・キール（Thomas Henry Keell、1866年9月24日 – 1938年6月26日）は、イギリスの組版工、アナキスト系の定期刊行物であった『Freedom』の編集人。キールは、1907年のアムステルダム国際アナキスト大会(International Anarchist Congress of Amsterdam)に参加し、エマ・ゴールドマンに「ロンドンの『Freedom』に拠る最も熱心な同志のひとり」として歓迎された。キールはまた、『Voice of Labour』にも長年寄稿し、第一次世界大戦参戦に、公然と反対した 。1916年の『Freedom』関連施設の強制捜査の際には、事実上の伴侶であったリリアン・ウルフ(Lilian Wolfe)とともに逮捕され、ともに投獄された。2人は後に、1920年代から1938年のキールの死まで、グロスタシャー州のホワイトウェイ・コロニーに住んだ。